# Koppelinsaari (ö i Päijänne-Tavastland)
Koppelinsaari är en ö i Finland. Den ligger i sjön Siitimenjärvi och i kommunen Gustav Adolfs i den ekonomiska regionen  Lahtis ekonomiska region  och landskapet Päijänne-Tavastland, i den södra delen av landet, 170 km norr om huvudstaden Helsingfors. Öns area är 0,4 hektar och dess största längd är 100 meter i sydöst-nordvästlig riktning.